# Нижнє Атиково
Нижнє Ати́ково (рос. Нижнее Атыково, чув. Пăлаçи Атăк) — присілок у складі Батиревського району Чувашії, Росія. Входить до складу Первомайського сільського поселення.
Населення — 227 осіб (2010; 267 у 2002).
Національний склад:
- чуваші — 100 %